# Die Verwandlung (film)
Die Verwandlung è un film del 1920 diretto da Karl Heinz Martin. La sceneggiatura di Franz Schulz si basa su Il fauno di marmo, romanzo di Nathaniel Hawthorne del 1860.

## Produzione
Il film fu prodotto dalla Neos Film.